# 南齐墓葬群
南齐墓葬群，位于中国广东省清远市（英德市）浛洸镇，为清远市的一个市、县级文物保护单位，类型为古墓葬，公布时间为1995年12月。
南齐墓葬群的历史年代为南朝－隋唐。